# Alba de Céspedes y Bertini
Alba Carla Lauritai de Céspedes y Bertini (Roma, 11 de março de 1911 – Paris, 14 de novembro de 1997) foi uma escritora, poeta e dramaturga ítalo-cubana. 
Escreveu não apenas romances e poemas, mas também roteiros para programas de rádio e televisão. Alba De Cespedes foi uma das líderes do movimento feminista que transformou a literatura e a vida italiana ao longo do século XX.

## Biografia
Alba nasceu em Roma, em 1911. Era filha de Laura Bertini y Alessandri e de Carlos Manuel de Céspedes y Quesada, embaixador cubano na Itália e presidente cubano por alguns meses em 1933. Seu avô foi Carlos Manuel de Céspedes, foi pai da pátria de Cuba, sendo Pedro Figueredo um primo distante. Foi casada com Francesco Bounous, pertencente ao serviço estrangeiro italiano.
Alba cresceu em uma família rica e politicamente comprometida em um sentido progressista e antifascista. Bilíngue italiano-espanhol, Alba falava também as línguas europeias mais importantes e escrevia principalmente em italiano. Tinhavárias casas alugadas (em Havana, Paris, Roma e nos Alpes Piemonteses), e uma enorme biblioteca pessoal itinerante.
Como Alba era cubana no registro, para obter a cidadania italiana casou-se em 1926, aos 15 anos, com o nobre romano Giuseppe Antamoro, com quem teve um filho em 1928; ela se casou novamente 20 anos depois com um diplomata italiano que seguiu em Washington D.C. e Moscou.

## Carreira
De Céspedes trabalhou como jornalista na década de 1930 para Piccolo, Epoca, e  La Stampa. Em 1935, escreveu o seu primeiro romance, L'Anima Degli Altri. A sua escrita de ficção foi muito influenciada pelos desenvolvimentos culturais que levaram e resultaram na Segunda Guerra Mundial. Na sua escrita, Alba inculcava a suas personagens femininas com subjetividade. Em seu trabalho, há um motivo recorrente de mulheres que julgam o correto ou incorreto de suas ações.
Em 1935, foi presa por suas atividades anti-fascistas na Itália. Dois dos seus romances foram, também, proibidos (Nessuno Torna Indietro (1938) e La Fuga (1940)). Em 1943, foi presa novamente por assistir a Rádio Partigiana em Bari, onde actuava como uma personagem radial da Resistência conhecido como Clorinda. De junho 1952 a fins de 1958 escreveu uma coluna de perguntas e respostas, chamada Dalla parte dei lei (Por seu Lado), na revista Época. Escreveu o guião cinematográfico para o filme Lhe Amiche, realizado por Michelangelo Antonioni em 1955.
Após a guerra, Alba foi viver em Paris. Apesar de seus livros serem best-sellers, De Céspedes tem sido ignorada em estudos recentes de escritoras italianas.

## Visita a Cuba
Alba de Céspedes assistiu ao centenário da celebração da independência em Cuba, em outubro de 1968. Um dos acontecimentos, em que esteve Fidel Castro, se festejou em Manzanillo, Cuba, onde seu avô, Carlos Manuel de Céspedes, tinha feito um discurso contra Espanha a 10 de outubro de 1868, que deu início à Guerra dos Dez Anos. Naquela viagem, de Céspedes também entregou ao Arquivo Nacional de Cuba cartas que seu avô tinha escrito à sua mulher entre 1871 e 1874.

## Morte
Alba morreu em 14 de novembro de 1997, em Paris, aos 86 anos.

## Obras
- L'Anima Degli Altri (1935)
- Prigionie (1936)
- Io, Suo Pai (1936)
- Concerto (1937)
- Nessuno Torna Indietro (1938), publicado com o título Ninguém volta atrás numa tradução de Augusto de Souza, pelo Instituto Progresso Editorial S. A. (1947), e segunda edição pela Civilização Brasileira (1962).[4] Também publicado como Ninguém volta ao passado ou Não se volta ao passado.
- A Fuga (1940)
- Il Livro do Forestiero (1946)
- Dalla Parte Dei Lei  (1949) publicado com o título Confissão
- Quaderno Proibito (1952), publicado com o título Caderno proibido numa tradução de Carla Inama de Queiroz pela Civilização Brasileira (1962)[4] ou Valéria.
- Gli Affetti Dei Famiglia (1952)
- Tra Donne De Costume (1955)
- Convite para jantar - no original Invito a pranzo (1955)
- Entre Então e Agora - Prima E Dopo (1956)
- Il Rimorso (1967), publicado com o título O remorso: Uma nova mulher numa tradução de Mary Rachou Correa pela Editora Brasiliense (1968).[4]
- A rebolona - no original A Bambalona (1967)
- Chansons dês filles de mai (1968)
- Sans Autre Lieu Que A Nuit (1973)
- Nel Buio Della Notte (1976)